# Xu Pingjun
Xu Pingjun (chiń. 許平君; zm. 71 p.n.e.) znana również jako cesarzowa Gong’ai (恭哀皇后) i niekiedy cesarzowa Xiaoxuan (孝宣皇后). Pierwsza żona cesarza Xuana.

## Pochodzenie
Xu Pingjun urodziła się w średniozamożnej rodzinie, której wybitni członkowie byli wysokimi urzędnikami za panowania cesarza Wu. Nie do końca wiadomo gdzie urodziła się przyszła cesarzowa, ale około 90 roku p.n.e. jej ojciec Xu Guanghan towarzyszył księciu Changyi w jego podróży do stolicy, gdzie miał się w czymś narazić cesarzowi, który za karę kazał go wykastrować i zatrzymać w pałacu jako eunucha. Tak więc Xu Pingjun nie mogła urodzić się później niż w 89 roku p.n.e.
Jej przyszły mąż Liu Bingyi był jedynym żyjącym potomkiem Liu Ju, najstarszego syna i następcy tronu cesarza Wu, który wszczął rebelię przeciwko ojcu i po jej upadku popełnił samobójstwo w 91 roku p.n.e. Bliskich księcia zmuszono do samobójstwa, a jego jedynego wnuka oszczędzono z powodu niemowlęctwa.

## Małżeństwo
Około 76 roku p.n.e. jeden z opiekunów księcia chciał by poślubił on jedną z jego wnuczek, ale inni urzędniczy, obawiając się wpływu opiekuna i jego wnuczki na księcia nie wyrazili na to zgody. Zaprosili oni Xu Guanghana na obiad i zaproponowali mu by jego córka Xu Pingjun została żoną księcia. Kiedy usłyszała o tym żona Xu miała wpaść w wściekłość i odmówić z nienawiści do wpływowego opiekuna młodego księcia. Jednakże jej mąż wyraził już zgodę i Xu Pingjun została żoną księcia Liu Bingyi w czasie wspaniałej ceremonii na którą złożyli się Xu Guanghan i opiekun księcia, którego dochody były bardzo niskie. Przez wiele lat młode małżeństwo korzystało ze wsparcia materialnego rodziny przyszłej cesarzowej. W 75 roku p.n.e. Xu Pingjun wydała na świat syna Liu Shi.
W tym samym roku stało się coś niespodziewanego – po nagłej śmierci cesarza Zhao jego regent Huo Guang początkowo popierający kandydaturę Liu He, księcia Changyi po jakimś czasie zniesmaczony jego wybrykami obalił go i na jego miejsce wybrał Liu Bingyi, który zgodził się zostać kolejnym cesarzem przyjmując imię Xuan.

## Cesarzowa
Wkrótce po tym jak jej mąż został cesarzem Xu Pingjun została mianowana cesarską konkubiną i po kilku tygodniach cesarzową, mimo protestów ministrów, którzy chętniej na jej miejscu widzieli by córkę Huo Guanga Huo Chengjun. Cesarz nie odrzucił tej propozycji, ale nie zrobił też niczego by ją poprzeć. Cesarz chciał uczynić swojego teścia Xu Guanghana markizem, ale regent się temu sprzeciwił argumentując, że eunuch, który został wykastrowany za karę na rozkaz cesarza nie może zostać wyniesiony do tak wysokiej godności. Jednakże wyraził zgodę na nadanie mu tytułu pana Changcheng.
Stawszy się cesarzową, Xu Pingjun nie przestała być kobietą niezwykle pokorną i oszczędną. Łączyły ją również bardzo bliskie, niemal siostrzane stosunki z wielką cesarzową wdową Shangguan, którą często odwiedzała z cesarzem w jej pałacu.

## Śmierć
Żona Huo Guanga, pani Xian nie chciała przyjąć do wiadomości faktu, że jej córka nigdy nie będzie cesarzową i podjęła działania mające na celu zastąpienie Xu Pingjun swoją córką. W 71 roku p.n.e., kiedy cesarzowa po raz kolejny była w ciąży, pani Xian zawiązała spisek. Przekupiła lekarkę cesarzowej Chunyu Yan by podawała swojej pani lekarstwo przekazane jej przez Xian. Okazało się, że po kilku tygodniach cesarzowa zmarła wydając na świat zdrowe dziecko. Jej lekarze zostali aresztowani na czas dochodzenia mającego dowieść czy należycie leczyli i pielęgnowali cesarzową, oraz co było przyczyną jej śmierci. Pani Xian na wieść o tym poinformowała Huo Guanga o spisku i ten nie wydał żony na śmierć podpisując akt zwolnienia Chunyu Yan. Nie wiadomo co się stało z nowo narodzonym dzieckiem cesarzowej, ale być może zmarło wskutek zatrucia substancją, która uśmierciła jego matkę.
Cesarzowa Xu Pingjun nie została pochowana razem z mężem, którego grobowiec zawiera szczątki jego trzeciej żony, cesarzowej Wang. Syn Xu, książę Liu Shi został cesarzem pod imieniem Yuan. Wiadomo, że na jego życie nastawała druga żona jego ojca cesarzowa Huo, która ostatecznie została uwięziona w jednym z pomniejszych cesarskich pałaców i po dziesięciu latach uwięzienia, popełniła samobójstwo.